# Muttsee
Der Muttsee (ehemals Mutten See, Muttensee) ist ein Stausee auf der Muttenalp im südlichsten Teil der politischen Gemeinde Glarus Süd im Kanton Glarus in der Schweiz.
Der ursprüngliche Bergsee ist seit dem Jahre 1968 in das Konzept der Energiegewinnung durch Wasserkraft der Kraftwerke Linth-Limmern eingebunden.
Im Zuge erheblicher Ausbaumassnahmen der Kraftwerksanlagen in den Jahren 2009 bis 2017 wurde der 1963 erbaute Staudamm durch eine Staumauer aus Beton ersetzt. Diese hat eine Länge von 1054 Metern, was sie zur längsten Staumauer der Schweiz macht. Der Wasserspiegel erreicht bei Vollstau eine Höhe von 2474 m. Damit ist der Muttsee das höchstgelegene Speicherbecken der Schweiz, das mehr als 10 Mio. m³ Inhalt hat. Der höchstgelegene Stausee unter Aufsicht der Bundesbehörden ist der Speichersee Viderjoch in der Silvretta Arena, der auf 2664 m liegt. Seit 2021 entsteht an der Staumauer die grösste alpine Photovoltaikanlage der Schweiz.

## Lage
Der See befindet sich am Übergang von Linthal-Tierfehd über den Kistenpass nach Brigels. Er liegt im 2,95 Quadratkilometer grossen Becken der Muttenalp oberhalb des Hüenderbüel. Die Alp ist von hohen Bergen wie Nüschenstock (2892 m) im Westen, Rüchi (2849 m) im Nordwesten, Hinter Sulzhorn (2737 m) im Nordosten, Ruchi (3105 m) im Osten und Muttenstock (3088 m) im Südosten umgeben. Die Arena öffnet sich nach Südwesten. Sie fällt steil über die Muttenwand ins Limmerental und über den Muttenchopf (2482 m) zum Limmerensee ab.
Der See ist im kantonalen Landschaftsverzeichnis als Landschaft von regionaler Bedeutung eingetragen. Im karstigen Gebiet der Muttenalp liegen – nebst der Muttseehöhle und der Muttseehütte – noch diverse weitere kleine Seen, die meisten davon südwestlich vom Muttsee über den Hüenderbüel verteilt. Der grösste Nachbar, der Ober See, liegt nördlich vom Muttsee auf 2474 m. Er ist der einzige See auf der Muttenalp, der über seinen Abfluss mit dem Muttsee verbunden ist.

## Geschichte

Der Muttensee auf der Ebene Hühnerbühl der Muttenalp (1919)

Durch Erosion im Untergrund der Muttenalp bildete sich nach dem Spalten des liegenden Nummulitenkalkes und Quarzites durch Absenkungen der Oberfläche ein Seebecken. Der Muttsee ist als ein Karst- und Dolinensee zu bezeichnen.
Bis zum Jahr 1917 war die offizielle Bezeichnung «Mutten See», dann erscheint die Schreibweise «Muttensee». Ab 1963 erscheint die Schreibweise «Muttsee». Das Hühnerbühl wird nun in Mundart als Hüenderbüel bezeichnet.
Der nierenförmige Bergsee hatte eine Länge von etwa 1000 Metern und eine Breite von 400 bis 500 Metern. Auf dem als Hühnerbühl benannten Plateau der Muttenalp belegte er eine Fläche von etwa 42 Hektar. Die Höhe des Seespiegels wurde bis zum Jahr 1899 mit 2442 m angegeben, in den Jahren 1900 bis 1962 mit 2448 m. Im Südosten wurde der See von einem Bach entwässert, der nach ein paar Hundert Metern, bei ca. 2400 m, im karstigen Untergrund der Muttenalp in die Muttseehöhle verschwand. Etwas südlich davon sammelte der Muttenbach, ab etwa 2450 m, über diverse kleine Zuläufe das Firn-Wasser des Latten. Über das Mörthal und den Ochsenblanken führte er dies in den Limmernbach ab.

## Kraftwerk Muttsee
Ab 1957 begann die neu gegründete Kraftwerke Linth-Limmern AG (KLL) mit der Realisierung der schon seit Anfang der 1940er-Jahre durch die Nordostschweizerischen Kraftwerke (NOK) geplanten Kraftwerksanlagen, in die der Muttensee eingebunden werden sollte.

## Staudamm
Im Jahre 1963 wurde der natürliche Wasserinhalt des nun als Muttsee bezeichneten Speicherbeckens durch die Aufschüttung eines Staudamms auf 9 Millionen Kubikmeter vergrössert. Der Wasserspiegel stieg von 2442 m auf 2446 m. Bei gleichbleibender Länge von 1000 Metern wuchs seine Breite auf 600 Meter und die belegte Fläche auf etwa 61 Hektar.

## Staumauer

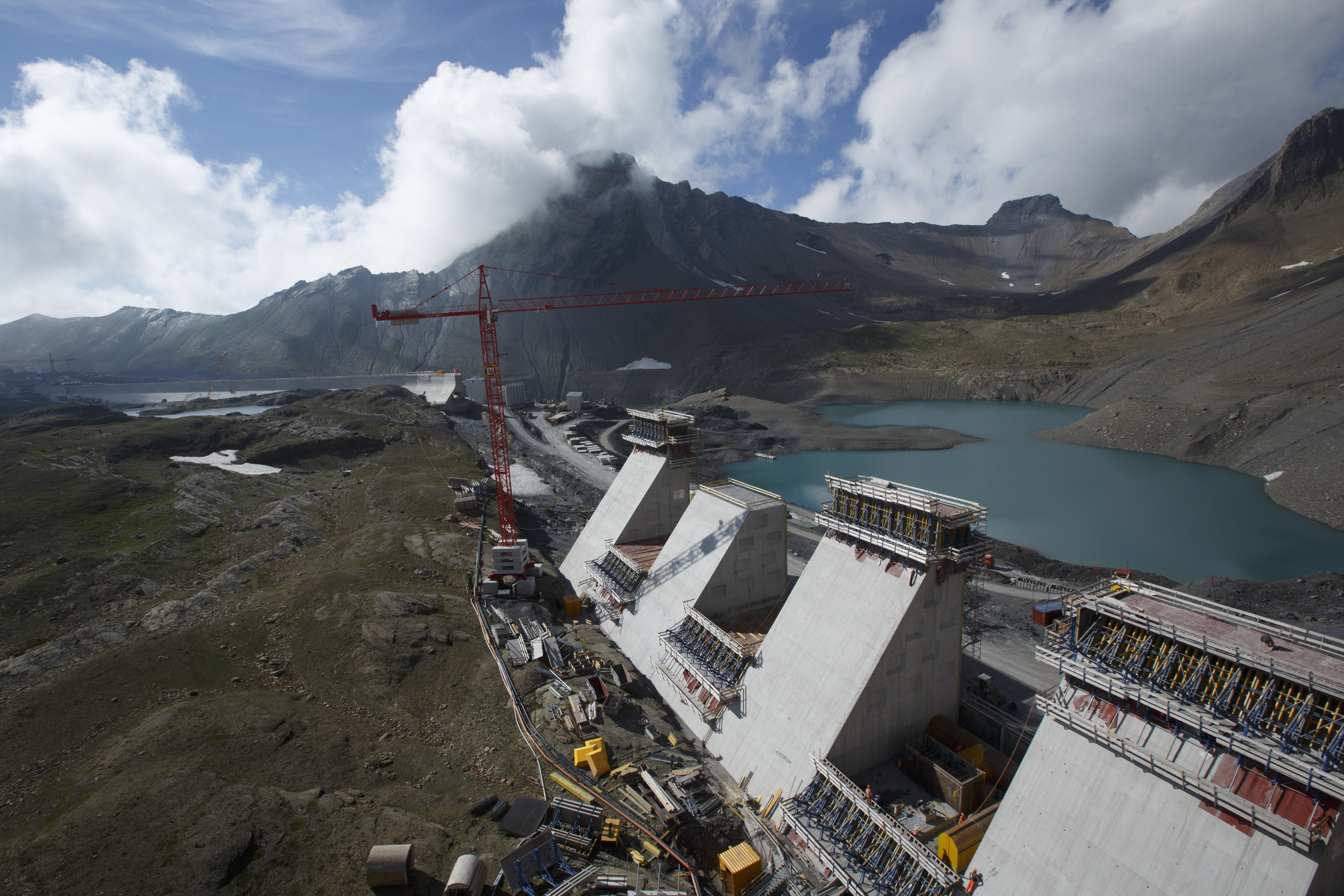
Staumauer Muttsee, August 2013

Mit dem Ausbauprojekt Linthal 2015 sollte das Speichervolumen des Muttsees nochmals vergrössert werden. So wurde auf der Südseite des Sees in den Jahren 2012 bis 2014 eine Gewichtsstaumauer mit einer Kronenlänge von 1054 Metern und einer Höhe bis zu 35 Metern erstellt. Der Wasserspiegel stieg auf 2474 m an, was zu einem Speichervolumen von 23 Millionen Kubikmetern führt. Die Länge des Sees beträgt nun etwa 1200 Meter und die Breite 700 bis 800 Meter. Die belegte Fläche stieg auf etwa 84 Hektar. Die Mauer verfügt über einen Grundablass mit einer Kapazität von 22,5 m³/s.
Die Staumauer wurde in 68 Blöcke von jeweils 15 Metern Länge und in zwei Abschlusselemente von 17 Metern Länge aufgeteilt. Beim Erstellen der Staumauer wurde das Pilgerschrittverfahren angewendet. Wegen des hochalpinen Klimas konnte jeweils nur in den Sommermonaten gebaut werden. 2012 wurde mit dem Betonieren der Mauerblöcke an der Westseite begonnen. 2013 folgten die Mauerblöcke und die Hochwasserentlastungsanlage auf der Ostseite. 2014 konnte mit dem Erstellen der mittleren Blöcke die Mauer geschlossen werden. Das Rohmaterial für die benötigten 250 000 m³ Beton wurde mit einer Materialseilbahn auf die Muttenalp transportiert. Hierbei handelte es sich um das Gestein, welches beim Ausbrechen der Kavernen und Druckstollen für die Kraftwerksanlagen angefallen war. Auf der Muttenalp wurde das Gestein aufbereitet, zwischengelagert und nach Bedarf im Betonwerk verarbeitet. Während des Jahres 2015 erfolgte der Endausbau und die Flutung der Druckstollen. Im Sommer 2016 erfolgten der Erstaufstau des Muttsees und die Abnahme durch das Bundesamt für Energie.

## Probleme beim Bau
Im August 2013 wurde bei Laboruntersuchungen einer Betonprobe festgestellt, dass bei einem Block auf der Ostseite eine Betonmischung zum Einsatz gelangt war, die den gesetzten Qualitätsansprüchen nicht entsprach. Die Bauherrin Axpo Power liess den entsprechenden Block teilweise zurückbauen.

## Solaranlage
Zwischen Juni 2021 und August 2022 realisierte Axpo an der Staumauer des Muttsees die bislang grösste alpine Photovoltaikanlage der Schweiz. Die Anlage umfasst 4872 Solarmodule, welche mit einer Fläche von ca. 10 000 m² die Staumauer fast vollständig belegen. Ihre Nennleistung beträgt 2,2 MW, die Jahresproduktion an elektrischer Energie ca. 3,3 GWh, was dem Bedarf von etwa 740 Haushalten entspricht. Dank der Lage über der Nebelgrenze wird die Produktion im Winter kaum durch Nebel beeinträchtigt, wie das im schweizerischen Mittelland der Fall wäre. Am Projekt waren auch die IWB beteiligt. Die Anlage kostet acht Millionen Franken. Die Lebensmittel-Einzelhandelskette Denner wird den Solarstrom für 20 Jahre abnehmen.